# Кастелбелино
Кастелбелино (итал. Castelbellino) насеље је у Италији у округу Анкона, региону Марке.
Према процени из 2011. у насељу је живело 220 становника. Насеље се налази на надморској висини од 247 м.

## Становништво
| 1936. | 1951. | 1961. | 1971. | 1981. | 1991. | 2001. | 2011. |
| ----- | ----- | ----- | ----- | ----- | ----- | ----- | ----- |
| 1.752 | 1.848 | 1.811 | 1.905 | 2.434 | 3.151 | 3.618 | 4.763 |